# Oggetti non stellari nella costellazione del Delfino
Principali oggetti non stellari presenti nella costellazione del Delfino.

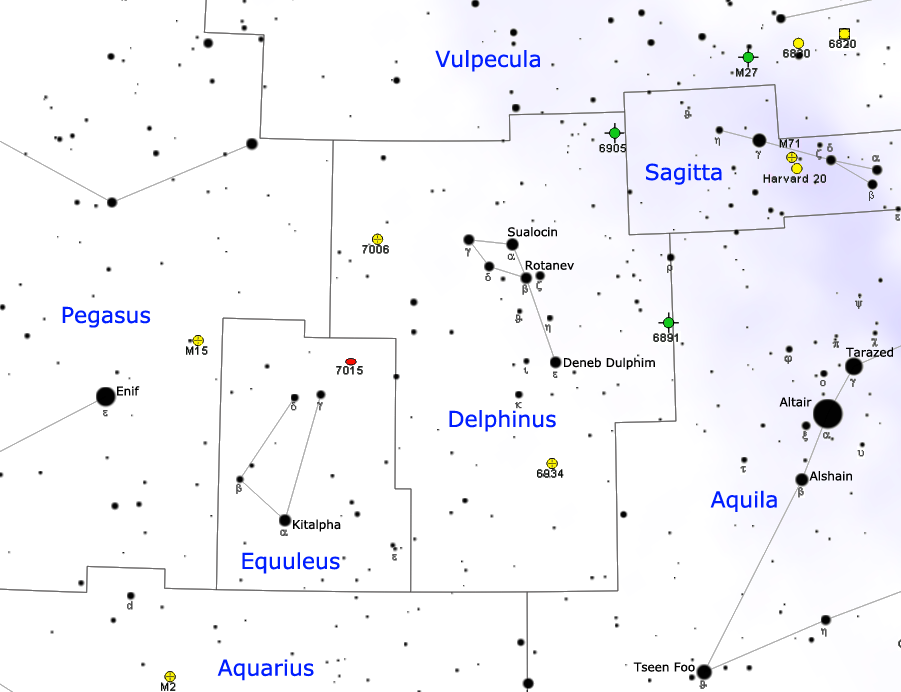
Mappa della costellazione del Delfino.

## Ammassi globulari
- NGC 6934
- NGC 7006

## Nebulose planetarie
- NGC 6891
- NGC 6905

## Galassie
- ZW II 96